# Festivitats d'Octave

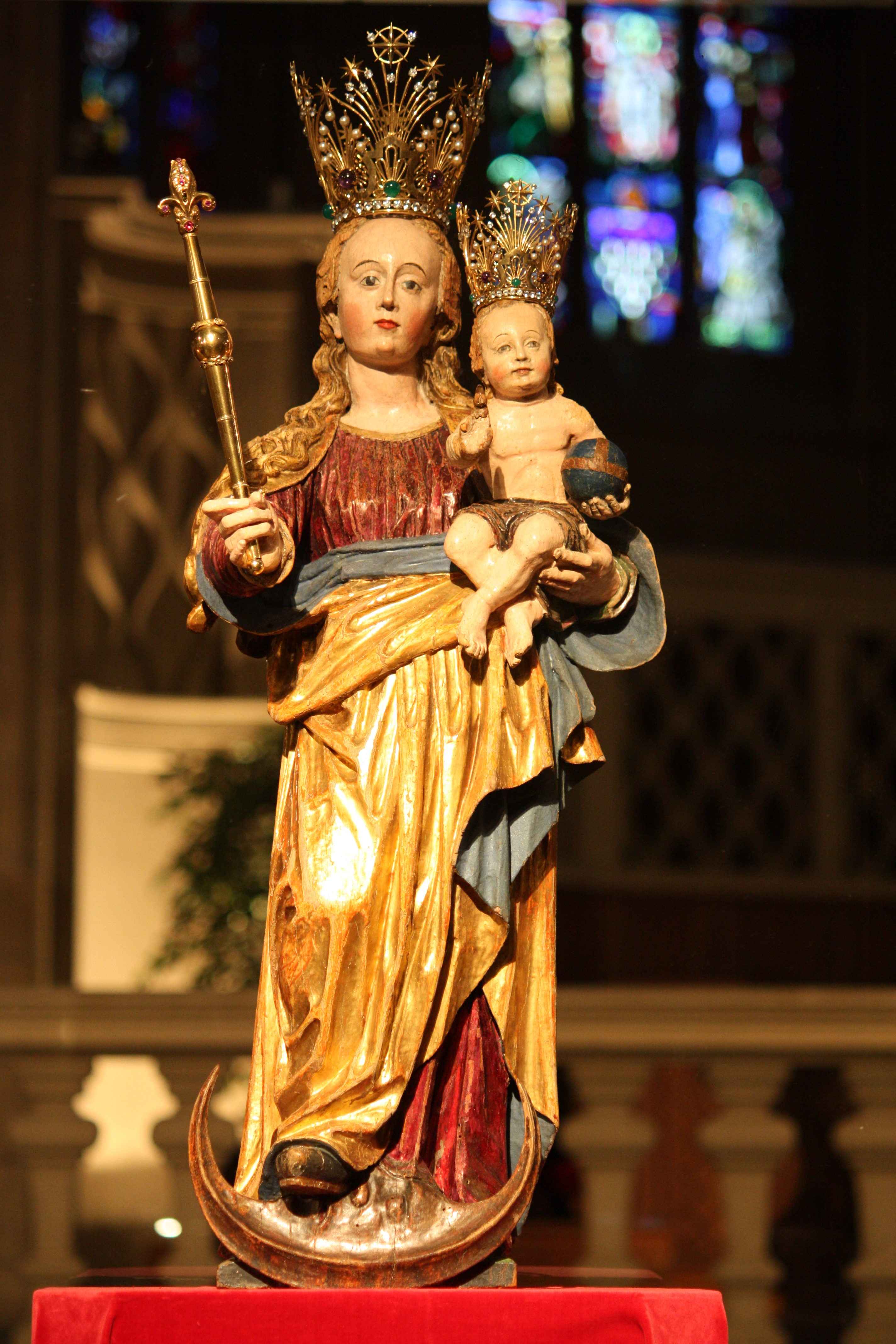
Imatge de Nostra Senyora de Luxemburg restaurada el 2008.

Les Festivitats d'Octave és una de les principals celebracions religioses anuals organitzades a Luxemburg. Comença al tercer diumenge després de Pasqua i es tanca amb la «Processó d'octava» al cinquè diumenge després de Pasqua. S'honra a Nostra Senyora de Luxemburg, Maria Mater Jesu, Consolatrix Afflictorum, Patrona Civitatis et Patriae Luxemburgensis.

## Història
L'entorn polític, social i religiós al començament de l'octava es va caracteritzar per la Guerra dels Trenta Anys (1618-1648) i els anys de la pesta (1626-1636): dues terceres parts de la població van morir d'aquesta última. Aquest moment de crisi va estar marcada per la guerra i la fam.
Al mateix temps, la missió jesuïta tenia un objectiu clar: mitjançant una atractiva religiositat popular, la fe catòlica havia d'enfortir-se a l'esperit de la Contrareforma del Concili de Trento (1545-1563), per evitar la propagació del protestantisme.

### Elecció de Maria com a patrona
El text de la Llei de l'elecció de Maria com a patrona del país el 20 de febrer 1678 va ser el següent:
| « | Sainte Marie mere de JESUS Consolatrice des affliges, nous les trois Estats du Pays Dûche de Luxembourg et Comte de Chiny avec tous les habitans du Pays Vous choisisons aujourdhuy e mes nom et celuy de nos successeurs pour dame et patrone perpetuele de toute la Province, et professons fermement de vous honorer toujours pour tele. Cepourquoy nous vous supplions tres humblement de nous recevoir en vostre protection et de nous assister au temps de guerre, peste et famine et en toutes nos necessites et duersites. Amen. | » |

«Santa Maria, mare de Jesús, Consol dels afligits, nosaltres els tres estaments del Ducat de Luxemburg i el comtat de Chiny amb tots els habitants del país, escollim a vos, en el nostre nom i els dels nostres successors, com a senyora i patrona perpètua de tota la província, i professem fermament per honrar-vos sempre. Per això preguem humilment que ens tingueu sota la vostra protecció per ajudar-nos en temps de guerra, pesta i la fam i en totes les nostres necessitats i diversitats. Amén.»
El text va ser signat a l'església dels jesuïtes pels tres estaments -clergat, noblesa i ciutadania-, i pels magistrats de les 15 ciutats i els tres estaments del Ducat de Luxemburg.
Així, Nostra Senyora de l'Octave va prendre un caràcter nacional. A la Segona Guerra Mundial, també va tenir un significat patriòtic, i fins avui pertany a la màxima identitat religiosa de Luxemburg.